# 宮古ラジオ中継局
宮古ラジオ中継局（みやこラジオちゅうけいきょく）は、岩手県宮古市に置かれているNHK盛岡放送局とIBC岩手放送の中波放送中継局の総称。

## 概要
- 沿岸北部地域の南部にあり、宮古市とその周辺に電波を発射している。
- IBC送信所周辺は、IBCから周辺の町内会に貸し出される形で、広場として住民に開放されている。なおIBC本社からの番組伝送は釜石テレビ・FM中継局からのマイクロ波を受信する形で行われている。

## 中継局概要

### AMラジオ放送
| 周波数  | 放送局名     | 呼出符号 | 空中線 電力 | 放送対象地域 | 放送区域 内世帯数 | 中継局所在地    | 運用開始日      |
| ------- | ------------ | -------- | ----------- | ------------ | ----------------- | --------------- | --------------- |
| 1026kHz | NHK 盛岡第1  | （なし） | 100W        | 岩手県       | 約-世帯           | 宮古市藤原上町  | 1946年 3月11日  |
| 1359kHz | NHK 盛岡第2  | （なし） | 100W        | 全国         | 約-世帯           | 宮古市藤原上町  | 1954年 4月20日  |
| 1557kHz | IBC 岩手放送 | JODN     | 100W        | 岩手県       | 約16900世帯       | 宮古市山口4丁目 | 1961年 12月24日 |

- NHKの呼出符号は、第1放送がJOQT、第2放送がJOQUであったが、1958年3月に廃止された。なお、NHK第2放送に割り当てられた「JOQU」は、その後同じ岩手県を放送対象地域とするエフエム岩手に再付与された。
- NHK第1放送は当中継局の電波が届きにくい山田町に「NHK山田ラジオ中継局（周波数1323kHz・出力1kw）」を置いている（第2放送は山田町内に中継局非設置）。

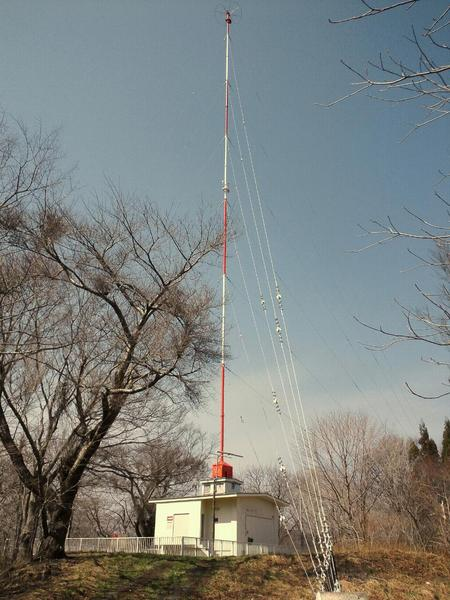
NHK宮古ラジオ放送局送信塔全景（2013年4月）
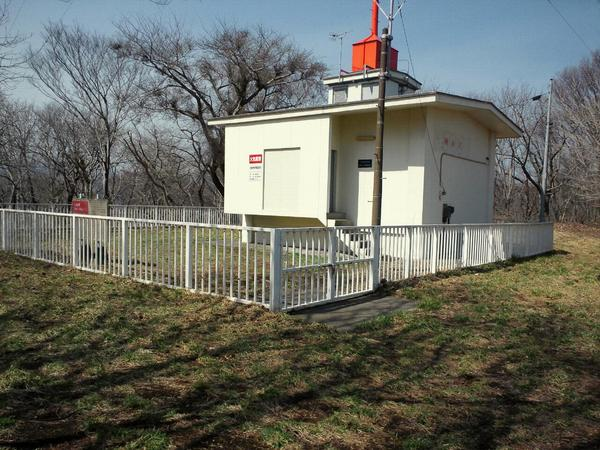
NHK宮古ラジオ放送局局舎（2013年4月）
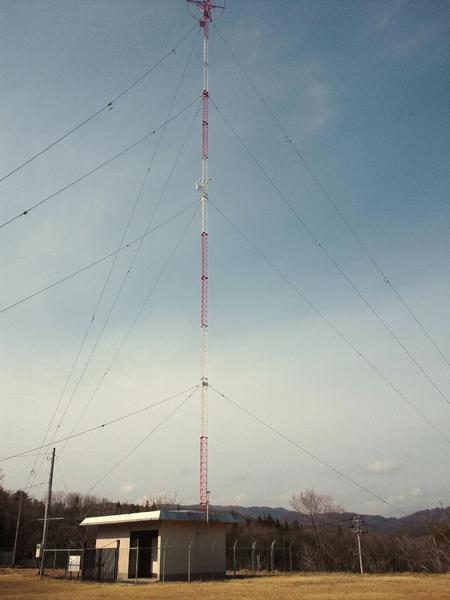
IBC宮古中波放送局送信塔全景（2013年4月）
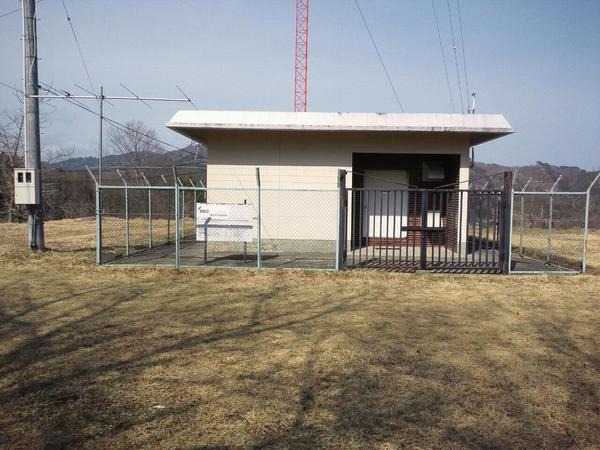
IBC宮古中波放送局局舎（2013年4月）